# The Movement (letteratura)
The Movement è un termine ideato nel 1954 da J. D. Scott, curatore delle pagine letterarie dello Spectator, per descrivere un gruppo di scrittori come Kingsley Amis, Philip Larkin, Donald Davie, D. J. Enright, John Wain, Elizabeth Jennings, Thom Gunn e Robert Conquest. The Movement fu un fenomeno spiccatamente inglese; in generale poeti scozzesi e gallesi non ne fecero parte.

## Caratteristiche generali
Essenzialmente The Movement rappresentò una forma di reazione contro l'estremo romanticismo tipico del movimento poetico diffuso in Gran Bretagna nel periodo precedente, quello dei Neo apocalittici (En. New Apocalyptics, movimento contemporaneo a quello della Scottish Renaissance). Mentre i neo-apocalittici erano stati irrazionali, deliberatamente molto vicini all'incoerenza e programmaticamente scandalosi e polemici, i poeti appartenenti a The Movement tendevano ad avere un atteggiamento anti-romantico (che rappresentava quasi una forma di neoclassicismo) e i loro testi esprimevano razionalità e sobrietà. John Press ha descritto The Movement come "Una ritirata generale dal commento diretto o dal coinvolgimento in qualsiasi dottrina politica o sociale" e George Barker, anche se non si facevano direttamente nomi. Nel 1963 uscì un'altra antologia chiamata New Lines, anche se in quell'epoca The Movement sembrava ormai un movimento che aveva perso forza e passato di moda;

## Raccolte più significative
The Movement  produsse due antologie: Poets of the 1950s (1955) (a cura di D. J. Enright, pubblicata in Giappone) e New Lines (1956). Robert Conquest, che curò l'edizione di New Lines, descrisse la connessione tra i poeti come "Poco più della determinazione comune di evitare i cattivi principi". I cattivi principi sono in genere definiti come gli eccessi, sia sotto il profilo delle tematiche che dello stile adottato. La polemica introduzione di New Lines aveva come obiettivo principale i poeti del decennio del 1940, la generazione di Dylan Thomas e di George Barker, anche se non si facevano direttamente nomi. 
Negli anni novanta, grazie alla nascita del movimento neo formalista e al crescente interesse del pubblico verso l'opera di Philip Larkin, c'è stata una rinascita dell'interesse verso The Movement, soprattutto negli Stati Uniti

### Poeti presenti nell'antologiaNew Lines(1956)
Kingsley Amis, Robert Conquest, Donald Davie, D. J. Enright, Thom Gunn, John Holloway, Elizabeth Jennings, Philip Larkin, John Wain.

### Poeti presenti nell'antologiaNew Lines 2(1963)
Tutti quelli presenti nella prima antologia , tranne John Holloway, e inoltre:
Thomas Blackburn, Edwin Brock, Hilary Corke, John Fuller, Francis Hope, Ted Hughes, Richard Kell, Thomas Kinsella, Laurence Lerner, Edward Lucie-Smith, George MacBeth, James Michie, Jonathan Price, Vernon Scannell, Anthony Thwaite, Hugo Williams.